# Хав'єр Пінола
Хав'єр Пінола (ісп. Javier Pinola, нар. 24 лютого 1983, Олівос) — аргентинський футболіст, лівий захисник клубу «Рівер Плейт». Залучався до національної збірної Аргентини.

## Клубна кар'єра
Народився 24 лютого 1983 року в місті Олівос. Вихованець футбольної школи клубу «Уракан» (Трес-Арройос).
У дорослому футболі дебютував 2000 року виступами за команду клубу «Чакаріта Хуніорс», в якій провів два сезони, взявши участь у 45 матчах чемпіонату.
Згодом з 2002 по 2005 рік грав у складі команд клубів «Атлетіко Мадрид Б», «Атлетіко» та «Расинг» (Авельянеда).
Своєю грою за останню команду привернув увагу представників тренерського штабу німецького «Нюрнберга», до складу якого приєднався 2005 року. Відіграв за нюрнберзький клуб наступні десять сезонів своєї ігрової кар'єри. Більшість часу, проведеного у складі «Нюрнберга», був основним гравцем захисту команди. 2007 року виборов титул володаря Кубка Німеччини.
Згодом повернувся на батьківщину, де протягом 2015—2017 років захищав кольори команди клубу «Росаріо Сентраль».
До складу клубу «Рівер Плейт» приєднався 2017 року. 2018 року виборов у складі цієї команди з Буенос-Айреса Кубок Лібертадорес.

## Виступи за збірну
2007 року провів свій перший офіційний матч у складі національної збірної Аргентини. Згодом довгий час до лав збірної не залучався, свою другу гру за неї провів лише 2016 року.

## Титули і досягнення
- Володар Кубка Німеччини (1):

«Нюрнберг»: 2006-2007
- Володар Кубка Аргентини (2):

«Рівер Плейт»: 2017, 2019
- Володар Суперкубка Аргентини (2):

«Рівер Плейт»: 2017, 2019
- Володар Кубка Лібертадорес (1):

«Рівер Плейт»: 2018
- Переможець Рекопи Південної Америки (1):

«Рівер Плейт»: 2019
- Чемпіон Аргентини (1):

«Рівер Плейт»: 2021
Збірні
- Чемпіон Південної Америки (U-20): 2003